# 孤拔紀念碑
孤拔紀念碑，俗稱孤拔衣冠塚，是一座位於臺灣澎湖縣馬公市的一座紀念碑，因紀念清法戰爭之殉難法國海軍將領孤拔（Anatole-Amédée-Prosper Courbet，1827年6月26日—1885年6月11日），而設立，為法國海軍前遠東分艦隊（Far East Squadron）司令。也是澎湖縣少數保存清法戰爭相關設施，其原址位於澎湖廳城拱辰門一帶，現址位於馬公市立羽毛球館西南側，至今並未列為文化資產。

## 沿革

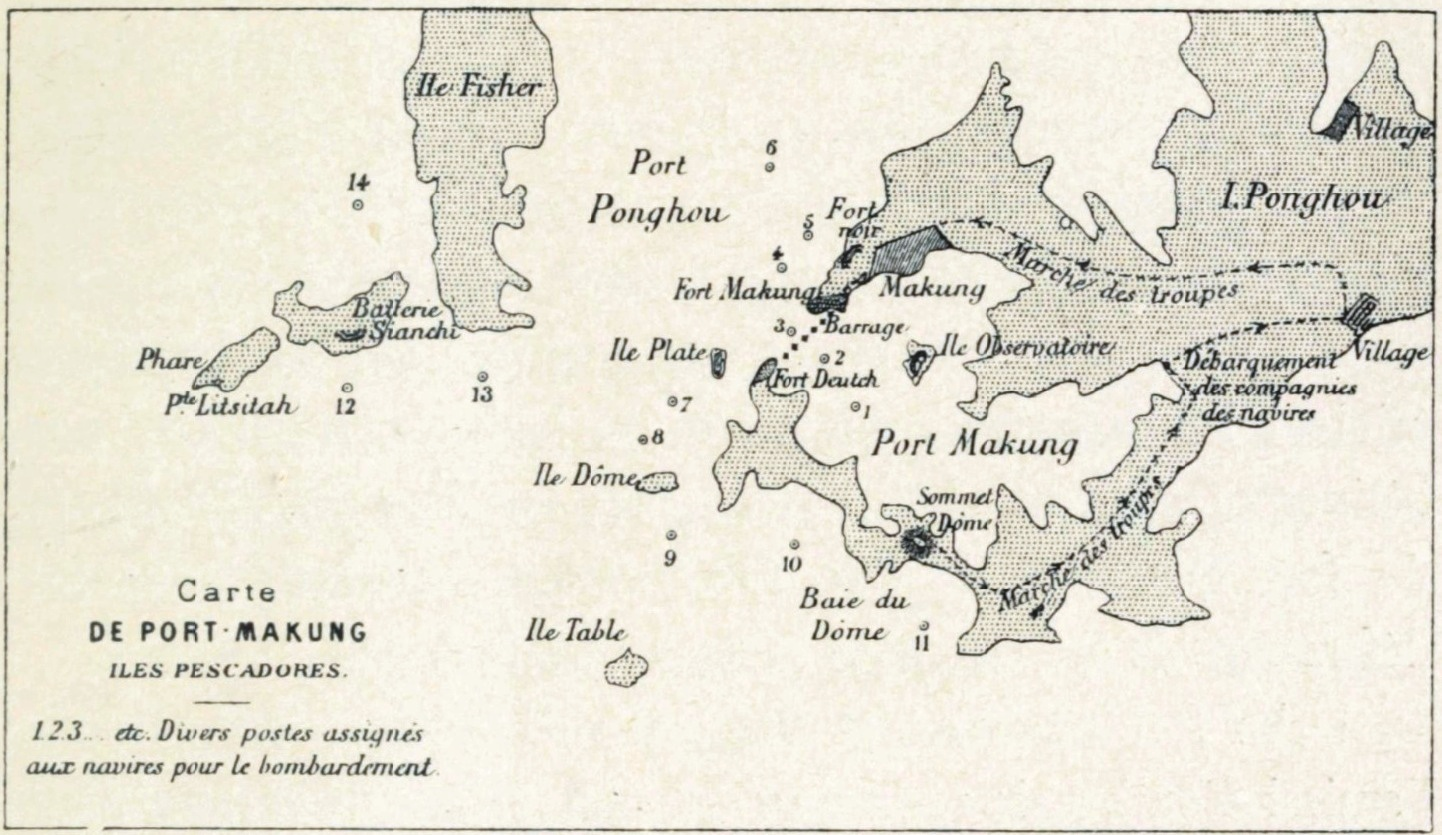
法軍進攻澎湖群島紀錄（1885年）

1885年3月29日（光緒11年2月13日），清法戰爭期間，法國將領孤拔曾率領遠東艦隊砲轟澎湖廳媽宮澳（今馬公港）、金龜頭、蛇頭、四角仔嶼等砲台，撥派另一兵團登陸嵵裡佔據紗帽山揭起澎湖之役。儘管該場戰役最後以法軍擊退清軍獲勝告終。:363–365，然而在屯兵澎湖期間，多數士兵及孤拔因水土不服、當地衛生條件不佳等情況下患上霍亂而病故，1885年6月，孤拔在《中法新約》簽訂的兩天後因腹瀉病逝於媽宮。:192-193
撤軍之前，法軍曾於紅木埕，即媽宮城拱辰門外「鬼仔山」（今馬公市北辰市場一帶）設立孤拔紀念碑，以及在風櫃蛇頭山一帶豎立一座安慰亡靈的澎湖法軍殉職紀念碑。

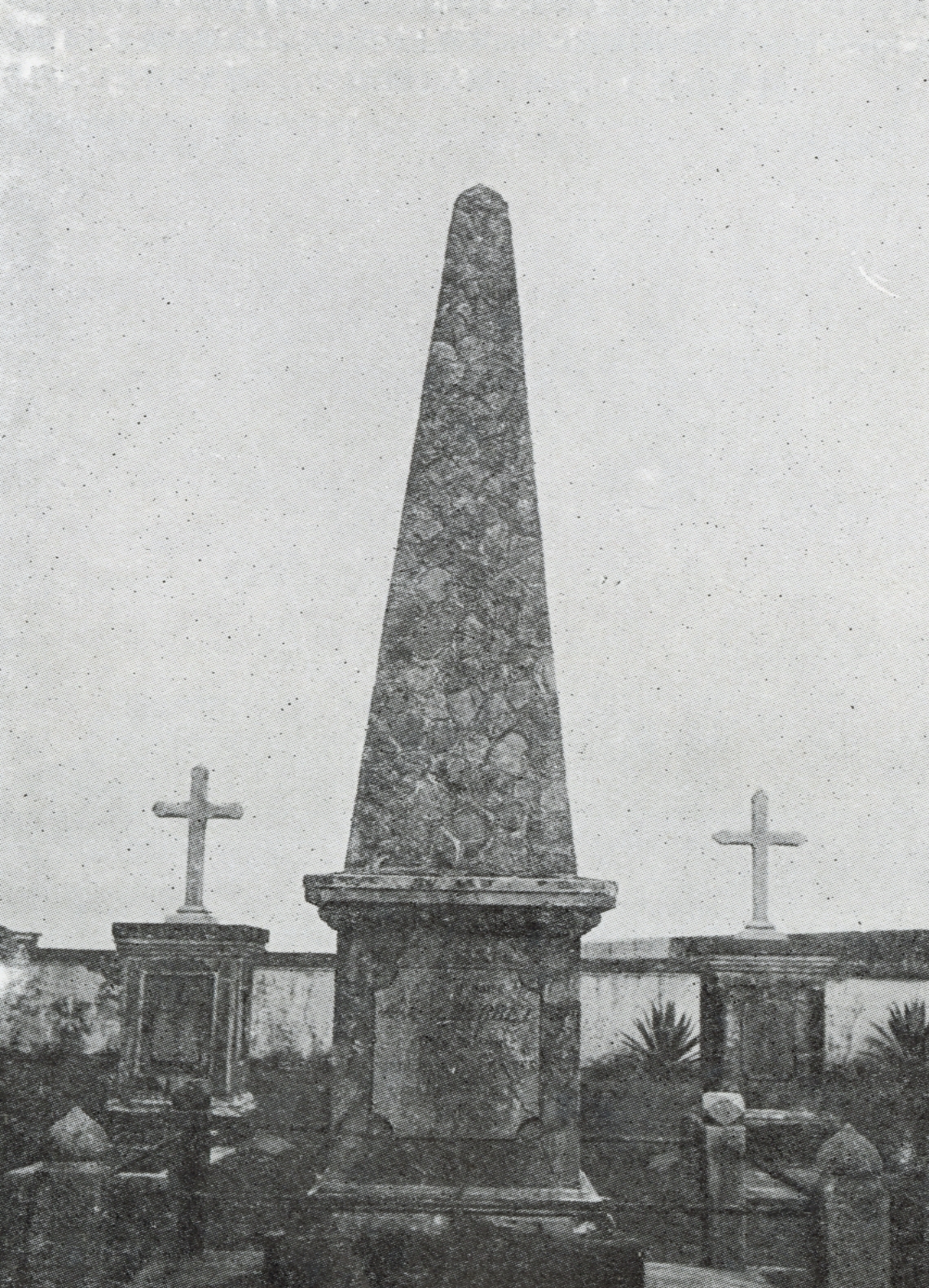
孤拔紀念碑原貌，攝於1930年。

紅木埕所設置墓園以硓𥑮石砌牆圍繞，最初設有孤拔、副官及主計三人之碑石。由於孤拔的遺體運回法國下葬，碑下所埋者僅為孤拔之遺物、遺髮。
日治時期，孤拔紀念碑被稱為「クルベ－提督墓地」，位於澎湖廳馬公街馬公806番地，法國政府與臺灣總督府於1897年3月9日簽署協議書，確認由法國撥款提供修繕公墓的經費，並於該年6月開始委託澎湖廳火燒坪鄉字鬼仔山3番戶楊安，擔任孤拔提督墓所及兼管風櫃尾的法國兵士墓所的看守人，其「守當支拂」（年薪支出）為日幣12圓。1928年，臺灣總督府自發性的永久管理位於基隆與澎湖兩地之法國公墓，並於同年12月30日舉行移交。後來，臺灣總督府依照〈史蹟名勝天然紀念物保存法〉，將孤拔紀念碑指定為地方級史蹟。
戰後，孤拔紀念碑仍存，1953年，由於省立馬公中學為擴充校地，經徵得法國政府同意後，將原先埋葬遺物及戴爾、若漢德的骨骸、以及孤拔的遺物遷葬位於基隆市的基隆法國公墓，另於原址西南側新建紀念碑乙座，遷葬儀式於1954年3月27日進行，法國國家護衛艦將兩人遺體遷葬於法國公墓，葬禮儀式由法國籍天主教花蓮教區監牧費聲遠主持，中華民國國防部、法國駐中華民國大使館代辦與全體館員、法軍艦長與官兵、法國僑民以及多人均參與。新紀念碑則於同年落成，同年8月5日，中華民國政府與法國政府擬定「基隆法國公墓及馬公法國紀念碑所佔有土地之租貸辦法」以象徵性的1元將兩地的紀念碑地權承租法國。然而在1964年中華民國與法國斷交後，紀念碑由中華民國政府收回，原地因而僅剩下紀念碑。

## 設計
孤拔紀念碑最初設計被硓𥑮石砌牆圍繞，周圍6尺，厚2尺，長23間4尺8寸（一間為6尺），寬4間4尺4寸。內設有孤拔衣冠塚1座，該碑呈現方尖碑形，後側則設置海軍事務長馬里·約瑟夫·路易·戴爾（Marie Joseph Louis Dert）、海軍陸戰隊中尉路易·若漢德（Lieutenant Louis Jehenne）2座墓塚，上端豎有十字架。
在最初紀念碑的碑文中，刻有「PESCADORES」字樣，該詞為澎湖群島的西語名字。

## 另見
- 澎湖法軍殉職紀念碑
- 澎湖千人塚
- 清法戰爭紀念園區
- 臺灣與法國關係史

## 外部連結
- 孤拔紀念碑 - 澎湖知識服務平台 （页面存档备份，存于）